# 馬內德 (密西西比州)
馬內德（英語：Mahned）是位於美國密西西比州佩里縣的非建制地區。

## 歷史
馬內德的郵局於1903年設立，其後於1923年停運。

## 地理
馬內德所處的海拔為高於海平面36米（即118英呎），而該地所採用的時區為UTC-6，即北美中部時區（CST）。同時該地設有夏令時間，為UTC-6調快一小時，即UTC-5（CDT）。